# 이인근
이인근(李仁根, 1924년 6월 30일 ~ 2009년 4월 14일)은 대한민국 교육자, 정치인이다. 제10대 국회의원을 지냈다. 호는 청원이다. 경성부 출신이다.

## 생애
1924년 경성부(현 서울특별시)에서 출생했다. 성균관대학교 법정대학에서 학사 학위를 취득하였고, 연세대학교 교육대학원에서 교육학 석사 과정을 수료하였다. 1952년 3월 5일 고려영수학관의 인가를 얻어 자신의 호를 딴 학교법인 청원학원을 설립하였다. 학교법인 청원학원 내에는 청원고등학교, 청원여자고등학교, 청원중학교, 청원초등학교, 청원유치원 등이 있다. 1978년 제10대 국회의원 선거에서 강상욱 대신 민주공화당 공천을 받아 서울특별시 동대문구 선거구에 출마하였다. 그리고 신민당 송원영 후보와 동반 당선되었다. 1980년 전두환 정권이 출범하자 정치규제를 당하였다. 1984년 정치 규제에서 해금되었다. 1988년 제13대 국회의원 선거에서 신민주공화당 후보로 서울특별시 동대문구 갑 선거구에 출마하였으나 평화민주당 최훈 후보에 밀려 낙선하였다. 이후로는 학교법인 청원학원 내 학교 운영에 전념하였다.

## 학력
- 경성고흥고등상업학교 졸업
- 성균관대학교 법정대학 법률학과 학사 졸업

### 비학위 수료
- 연세대학교 교육대학원 교육학 석사 수료

### 명예 박사 학위
- 미국 유니언 대학교 명예 법학 박사 수료

## 경력
- 청원학당 이사장
- 동대문상업고등학교 교장
- 성균관대학교 동창회 회장
- 대한사립중고교장회 고문
- 민주공화당 상임위원
- 민주공화당 서울시당 동대문구 지구당 위원장
- 1979.03 ~ 1980.10 제10대 국회의원(서울 동대문구, 민주공화당)
- 신민주공화당 상임고문
- 민주자유당 국가헌법교육행정위원
- 자유민주연합 법률행정특임고문
- 신한국당 특임혁신위원

## 역대 선거 결과
|  | 18.25% |

|  | 21.56% |